# 条裂大黄
条裂大黄（学名：Rheum laciniatum），为蓼科大黄属下的一个植物种。